# Lilium papilliferum
Lilium papilliferum är en liljeväxtart som beskrevs av Adrien René Franchet. Lilium papilliferum ingår i släktet liljor, och familjen liljeväxter. Inga underarter finns listade.

## Bildgalleri

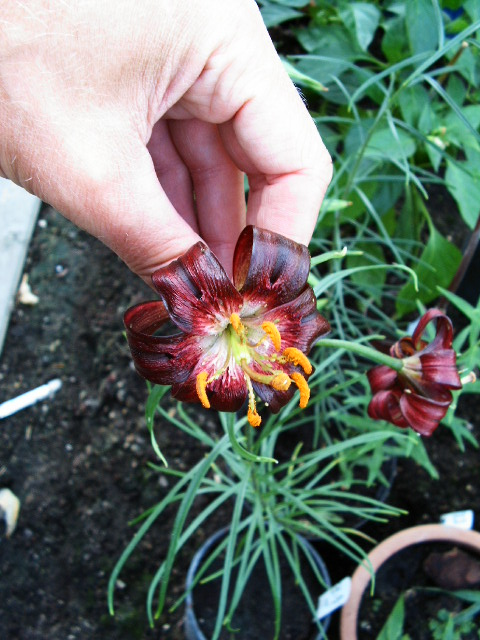
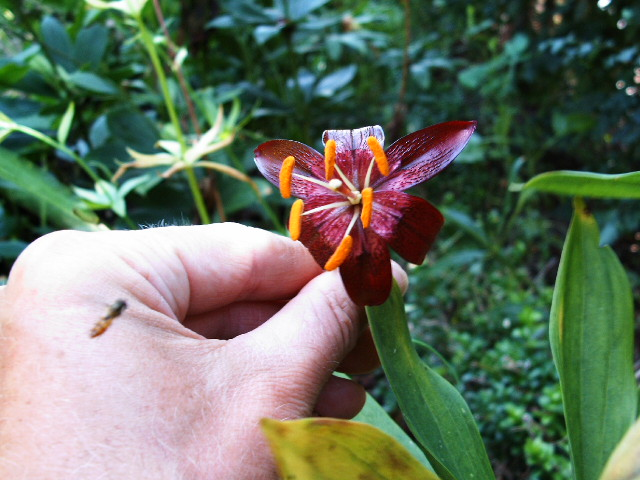